# Station Marsac (Creuse)
Station Marsac (Creuse) is een spoorweghalte in de Franse gemeente Marsac, in het departement Creuse, op de lijn Montluçon – Saint-Sulpice-Laurière, kilometerpunt 436.295. 
De halte ligt op 369 m hoogte. 
Zij wordt, enkel op weekdagen, bediend door treinen van het netwerk TER Nouvelle-Aquitaine op het traject Limoges – Montluçcon.